# ドメインモデル

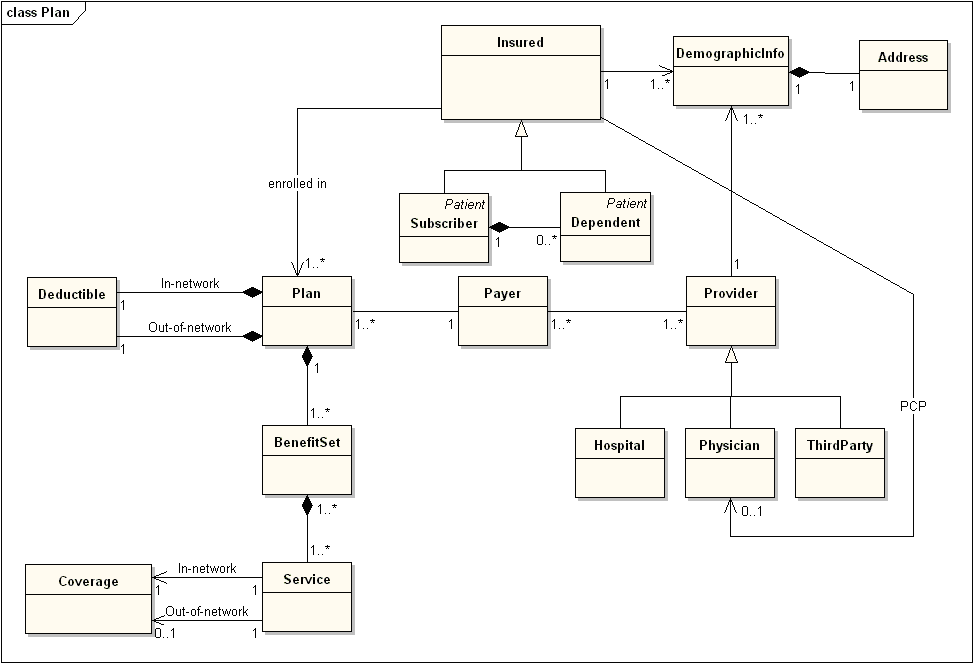
ドメインモデルの例（健康保険プラン）

ドメインモデル（英: Domain model）は、システムに関わるさまざまな実体とそれらの関係を説明するシステムの概念モデルである。

## 概要
ドメインモデルは、システムの鍵となる概念と用語を文書化するために作成される。ドメインモデルでは、システムの主要な実体とそれらの間の関係を明らかにし、一般にそれらの重要なメソッドと属性も洗い出す。すなわち、このモデルは、システムの構造的な観点を提供し、通常はユースケースモデルで動的な観点を補足する。ドメインモデルの重要な利点は、システムの範囲を明らかにすることである。

## 用途
ドメインモデルは、プロジェクト関係者で理解を共有し検証する際に威力を発揮する。コミュニケーションツールとしても役立ち、技術者チームとビジネスチーム間の仲介点としても役立つ。ドメインモデルは、ソフトウェア開発工程の実装工程で、コーディングの参考として使用することができる。実体はクラスになり、メソッドと属性はそのままコードになる。それらに英語で名前を付けていれば、そのままソースコードに流用することが多い。このようにモデルから、コードを生成する手法は、モデル駆動型アーキテクチャでよく採用されている。

## 関連リンク
- ドメイン駆動設計（Domain-driven design、DDD）
- ドメインレイヤー（ビジネスロジック）
- ユーザー機能駆動開発
- 論理データモデル（英語版）
- 問題ドメイン（英語版）